# 拉莫特迪凯尔
拉莫特迪凯尔（法語：La Motte-du-Caire，法語發音：[la mɔt dy kɛʁ]）是法国上普罗旺斯阿尔卑斯省的一个市镇，属于福卡尔基耶区。

## 地理
拉莫特迪凯尔（44°20'38"N, 6°1'42"E）面积27.27 平方千米，位于法国普罗旺斯-阿尔卑斯-蓝色海岸大区上普罗旺斯阿尔卑斯省，该省份为法国东南部内陆省份，北起上阿尔卑斯省，西接沃克吕兹省，西北接德龙省，南至瓦尔省，东临滨海阿尔卑斯省，东北部与意大利接壤。
与拉莫特迪凯尔接壤的市镇（或旧市镇、城区）包括：勒凯尔、沙托福尔、克拉芒萨讷、屈尔邦、梅尔沃、尼布勒、锡戈耶、沃梅伊。

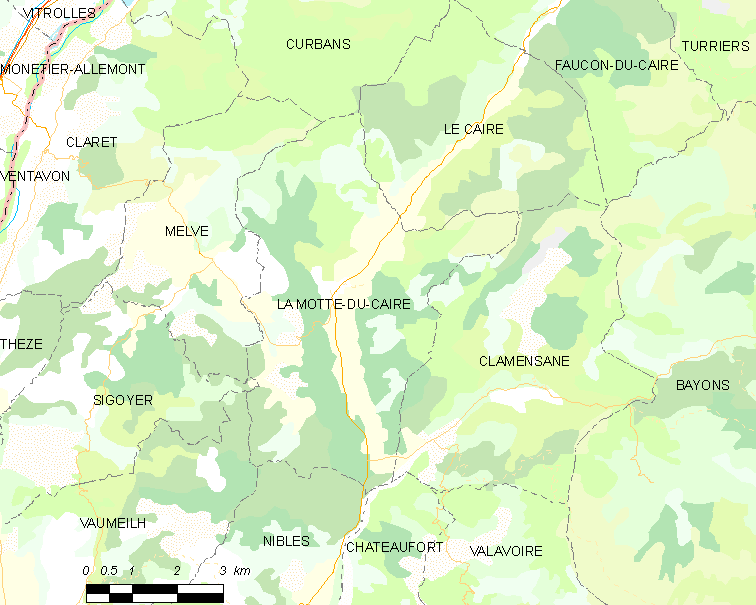
拉莫特迪凯尔的OSM定位图

拉莫特迪凯尔的时区为UTC+01:00、UTC+02:00（夏令时）。

## 行政
拉莫特迪凯尔的邮政编码为04250，INSEE市镇编码为04134。

## 政治
拉莫特迪凯尔所属的省级选区为塞讷县。

## 人口

1962-2008年间拉莫特迪凯尔人口变化图示

拉莫特迪凯尔于2022年1月1日时的人口数量为544人。